# پاتریک کالتر
پاتریک کالتر (انگلیسی: Patrick Colleter؛ زادهٔ ۶ نوامبر ۱۹۶۵) بازیکن فوتبال اهل فرانسه است.
از باشگاه‌هایی که در آن بازی کرده‌است می‌توان به باشگاه فوتبال المپیک مارسی، باشگاه فوتبال کن، باشگاه فوتبال ساوت‌همپتون، باشگاه ورزشی مون‌پلیه، باشگاه فوتبال استاد برستوا ۲۹، باشگاه فوتبال بوردو، و باشگاه فوتبال پاری سن ژرمن اشاره کرد.
وی همچنین در تیم ملی فوتبال Brittany indoor بازی کرده‌است.